# Nu skal vi more os
|  | Denne artikel er oprettet af botten PalnaBot ud fra en ekstern database. Den kan derfor have sproglige fejl eller mangler. Denne skabelon kan fjernes efter kontrol af indholdet. |

Nu skal vi more os er en ungdomsfilm instrueret af Emil Falke efter manuskript af Jonas Berlin, Emil Falke.

## Handling
Lucas fylder 18 år, og det skal fejres i stor stil. Et stort diskotek er lejet, der er piger på gæstelisten, og Joey Moe kommer og spiller. Alt er parat til årets fest. Nu mangler han bare, at der kommer nogle gæster. Særligt én fylder hans tanker.